# Klein Rheide
Klein Rheide (niederdeutsch: Lütt Rei, dänisch: Lille Rejde) ist eine Gemeinde im Kreis Schleswig-Flensburg in Schleswig-Holstein.

## Geografie

### Geografische Lage
Das Gemeindegebiet von Klein Rheide erstreckt sich im Naturraum der Schleswiger Vorgeest (Haupteinheit Nr. 697) an der Rheider Au südwestlich von Schleswig in ländlicher Umgebung. Ein Teil des Fliegerhorstes Schleswig liegt im Gemeindegebiet.
Die Landschaft im und um das Gemeindegebiet wurde im Wesentlichen durch glaziale Vorgänge des Weichsel-Hochglazial gebildet. Durch abfließende Schmelzwasser bildeten sich Sander und Gletschertore in Busdorf Selk und Jagel. In den Schleswiger Sander hat sich die Rheider Au eingetieft. Die Schmelzwasser erodierten das Tal der Rheider Au, die über die Treene in die Eider abfließt. Die einstmals schiffbare Au vermittelt bei hochstehendem Grundwasser eine amphibisch und sumpfige weite Landschaft und kann noch gut als ein Urstromtal wahrgenommen werden. An den Flanken des Autales haben sich Sand- und Kiesflächen gebildet, die für den Abbau genutzt werden. Die glazialen Geschiebe, sind, je weiter sie nach Westen gelangten, in immer kleineren Fraktionen vorhanden. Der Ursprung liegt überwiegend im skandinavischen Raum. Es kann festgestellt werden, dass eine geografische Zuordnung erfolgen kann. Auch sind im Geschiebe Fossilien und Bernsteine keine Seltenheit. Der jetzige Ort, Klein Rheide, und auch der Vorgängerort, Friedrichsheide, lagen an den Flanken des Urstromtales und damit etwas erhöht und geschützt vor den von der Nordsee nachdringenden Fluten. Die fluvioglazialen Sandflächen waren und sind für die Landwirtschaft nur eingeschränkt nutzbar. Nährstoffarme und wasserundurchlässige Böden werden im Friesischen „Güst“ genannt. Heute bezeichnet man die Landschaft als „Geest“. Theodor Fontane bezeichnete in seinen Reisebriefen die Dörfer Groß- und Klein Rheide als die Punkte, bis wohin die Schiffe einstmals von Westen her vordrangen.

### Gemeindegliederung
Die Gemeinde Klein Rheide lässt sich siedlungsgeografisch in mehrere sogenannte Wohnplätze gliedern. Neben der Hauptsiedlung, dem Dorf gleichen Namens, befinden sich auch die Streusiedlung Brütje, die Hofsiedlung Ausbau sowie Mielberg im Gemeindegebiet.

### Nachbargemeinden
An Klein Rheide grenzen unmittelbar die Gemeinden:
|                | Dannewerk                                   |       |
| Groß Rheide    | Kompassrose, die auf Nachbargemeinden zeigt | Jagel |
| Klein Bennebek |                                             | Kropp |

## Geschichte
Der Ort wurde im Jahre 1337 erstmals als „paruo Reyde“ erwähnt, was sich möglicherweise auf den ursprünglichen Namen der Rheider Au bezieht oder von einer Anlegestelle auf dem Weg von Hollingstedt an der Treene nach Haithabu an der Schlei herrührt. Der Ursprung des Ortsnamens ist jedoch nicht belegt.
Im Bereich des östlichen Gemeindegebiets verlief einst der historische Ochsenweg. An seinen Verlauf erinnert heute ein Straßenname am Mielberg.
Im historischen Ortsteil Friedrichsheide befand sich eine Kolonistensiedlung. An ihrer Stelle wurde der militärisch genutzte Flugplatz Jagel angelegt.
| Jahr      | Ortsname                  |
| --------- | ------------------------- |
| 1462      | Lutkenreide, Lutke Reide  |
| 1509/1512 | Lutken Reyde, Lutkenreide |
| 1542      | Lutke Reidde              |
| 1619      | Lütke Reide               |
| 1652      | Lutke Reide               |
| 1854      | Klein Rheide              |

Im Erdbuch von 1876 heißt es „Klein-Rheide“. In dem Protokollbuch der Gemeindevertretung (1916) wird es bereits wie heute, also ohne Bindestrich geschrieben. Dennoch ist zu Beginn des 20. Jahrhunderts mehrfach die Schreibweise „Kleinrheide“ vorhanden. Durchgesetzt hat sich dann jedoch die Schreibweise „Klein Rheide“ sowie die Sprechweise im Niederdeutschen „Lütt Rei“.

## Politik

### Gemeindevertretung
Bei der Kommunalwahl am 14. Mai 2023 wurden insgesamt neun Sitze vergeben. Diese fielen erneut alle an die Kommunale Wählergemeinschaft Klein Rheide. Die Wahlbeteiligung betrug 61,2 %.

### Bürgermeister
Für die Wahlperiode 2013–2018 wurde Werner Kramer (KWG) zum Bürgermeister gewählt. Er trat die Nachfolge von Johann-Heinrich Köpke an. Kramer wurde erneut für die Wahlperioden 2018–2023 und 2023–2028 in seinem Amt bestätigt.

### Wappen
Blasonierung: „In Grün über einem gesenkten goldenen Wellenbalken ein silberner, schwarz gezeichneter Kiebitz; im linken Obereck eine sechsährige goldene Garbe.“
Im Zentrum des Wappens steht ein Kiebitz, der auf die zahlreichen Feuchtbiotope im Gemeindegebiet hinweist. Die Garbe daneben weist auf die agrarwirtschaftliche Prägung des Ortes hin. Der Wellenstreifen steht für die Rheider Au.

### Bundes- und Landespolitik
Klein Rheide gehört zum Bundestagswahlkreis Flensburg – Schleswig und zum Landtagswahlkreis Dithmarschen-Schleswig. Ersteren verlor die Abgeordnete Petra Nicolaisen von der CDU bei der Bundestagswahl 2021 an Robert Habeck von den Grünen. Den Landtagswahlkreis gewann Andreas Hein von der CDU bei der Landtagswahl 2022 erneut.

### Wahlen
Zur Bundestagswahl 2017 haben sich 72,2 % der 270 Wahlberechtigten an der Wahl beteiligt.
Zur Europawahl 2019 haben sich 56,3 der 272 Wahlberechtigten an der Wahl beteiligt.

### Ortsentwicklung
Für die Gemeinde wurde vom Amt Kropp-Stapelholm, nach einer Ausschreibung, ein externes Beratungsunternehmen mit der Entwicklung eines Ortsentwicklungskonzeptes beauftragt.

## Wirtschaft und Infrastruktur

### Wirtschaftsstruktur
Die Wirtschaft in der Gemeinde ist überwiegend von der Urproduktion der Landwirtschaft geprägt. Daneben ist in der Gemeinde ein Tiefbauunternehmen ansässig. Außerdem ist in der Gemeinde eine sozialtherapeutische Einrichtung für Menschen mit psychischen oder psychosozialen Problemen ansässig. Als touristische Infrastruktur sind in der Gemeinde drei Ferienhäuser vorhanden.

### Verkehr
Durch das Gemeindegebiet von Klein Rheide verläuft die schleswig-holsteinische Landesstraße 39. Diese zweigt in der Gemeinde Stapel (Ortsteil Norderstapel) von der Bundesstraße 202 in östlicher Richtung ab und führt nach Kropp, wo sie an der Landesstraße 40 anbindet.
Klein Rheide ist im Straßenpersonenverkehr entlang der Buslinie 680 von Dörpstedt nach Schleswig über Kropp im Zweistundentakt im Nahverkehrsverbund Schleswig-Holstein angebunden.

## Kultur und Sehenswürdigkeiten
Dolmen
Im Osten der Gemeinde befindet sich inmitten einer Ackerfläche ein Hünengrab. Dieser nahe Mielberg befindliche Dolmen ist wie viele andere auch, mit Erdreich zugeschüttet. Diese weltweit verbreiteten „Bauwerke“, sind im Norden Europas oft zu finden. Von dem Gemeindegebiet hat man einen Blick auf weitere zugeschüttete Dolmen, westlich des 15er Weges und hinter dem Kograben Richtung Norden.
Binnendünen
An der Straße „De Lieth“ haben sich in randeiszeitlicher Lage Binnendünen erhalten. Durch Strauch- und Baumbewuchs konnte eine weitere Verwehung nicht stattfinden. Heute sind verschiedene bodendeckende Pflanzenarten dem kargen und unfruchtbaren Boden angepasst und machen besonders in der Blütezeit einen seltsam schönen Eindruck.
Kograben

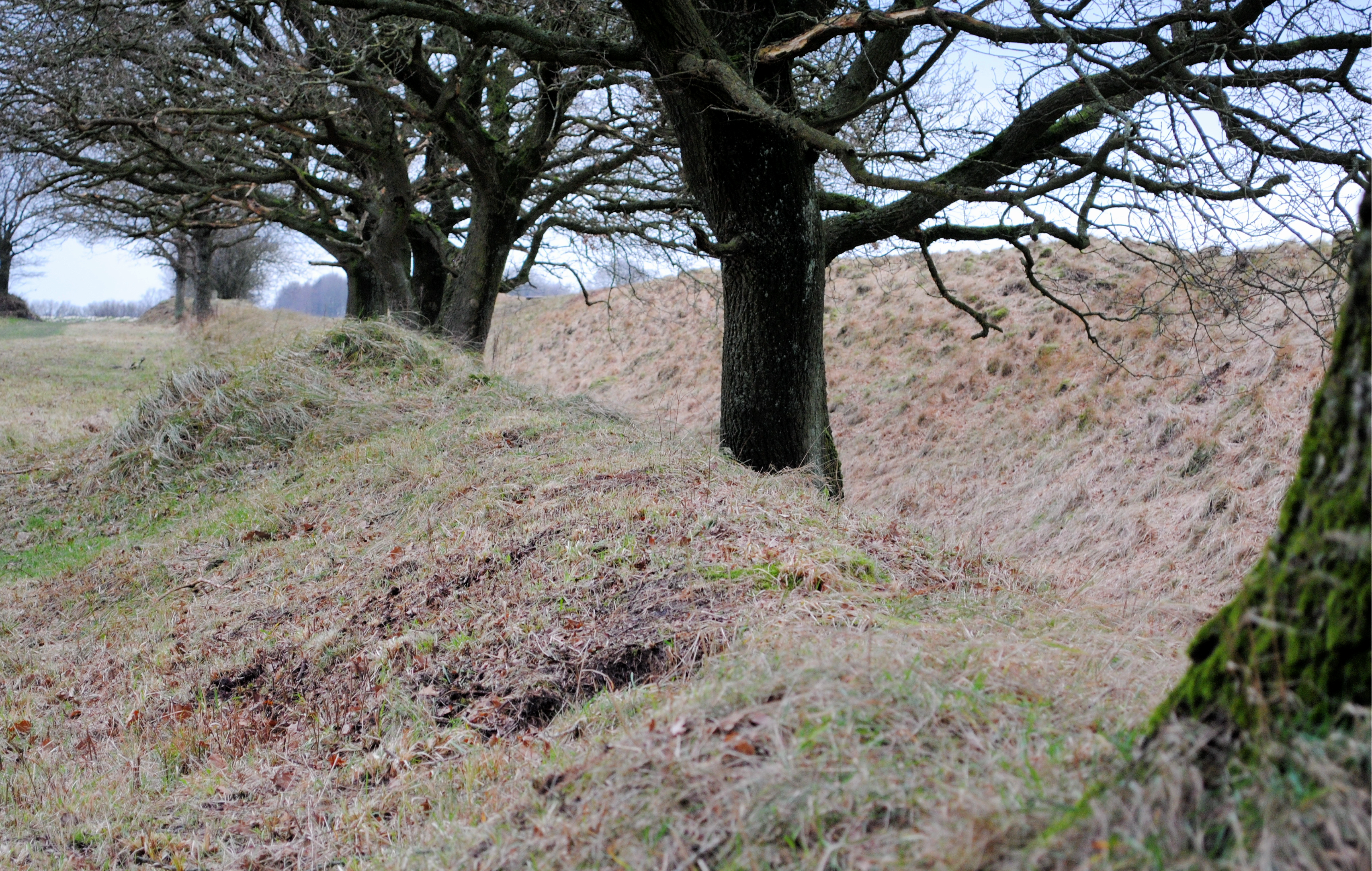
Kograben im Gebiet Klein Rheide

Über den östlichen Sierskampweg gelangt man an den sogenannten Kograben. Er hat eine Gesamtlänge von 6,5 km und verläuft zum Teil an der Grenze zum Klein Rheider Gemeindegebiet. Seine Eigenart macht ihn zu einem seltsamen Bauobjekt vergangener Zeit. Sein Erdwall verläuft schnurgerade. Er hat eine Breite von 8,00 Meter und ist 2,00 Meter hoch. Vor dem Wall verläuft ein Spitzgraben mit einer Tiefe von 3,00 Meter und einer Breite von 4,00 Meter. Diese Bauweise ähnelt der des Ringwalles in Haithabu und der dänischen Ringburgen. Steht man auf dem Wall, so geht der Blick auf die „Tweebargen“ zwei aufgeschüttete Dolmen außerhalb des Gemeindegebietes.
Aussichtspunkte im Urstromtal

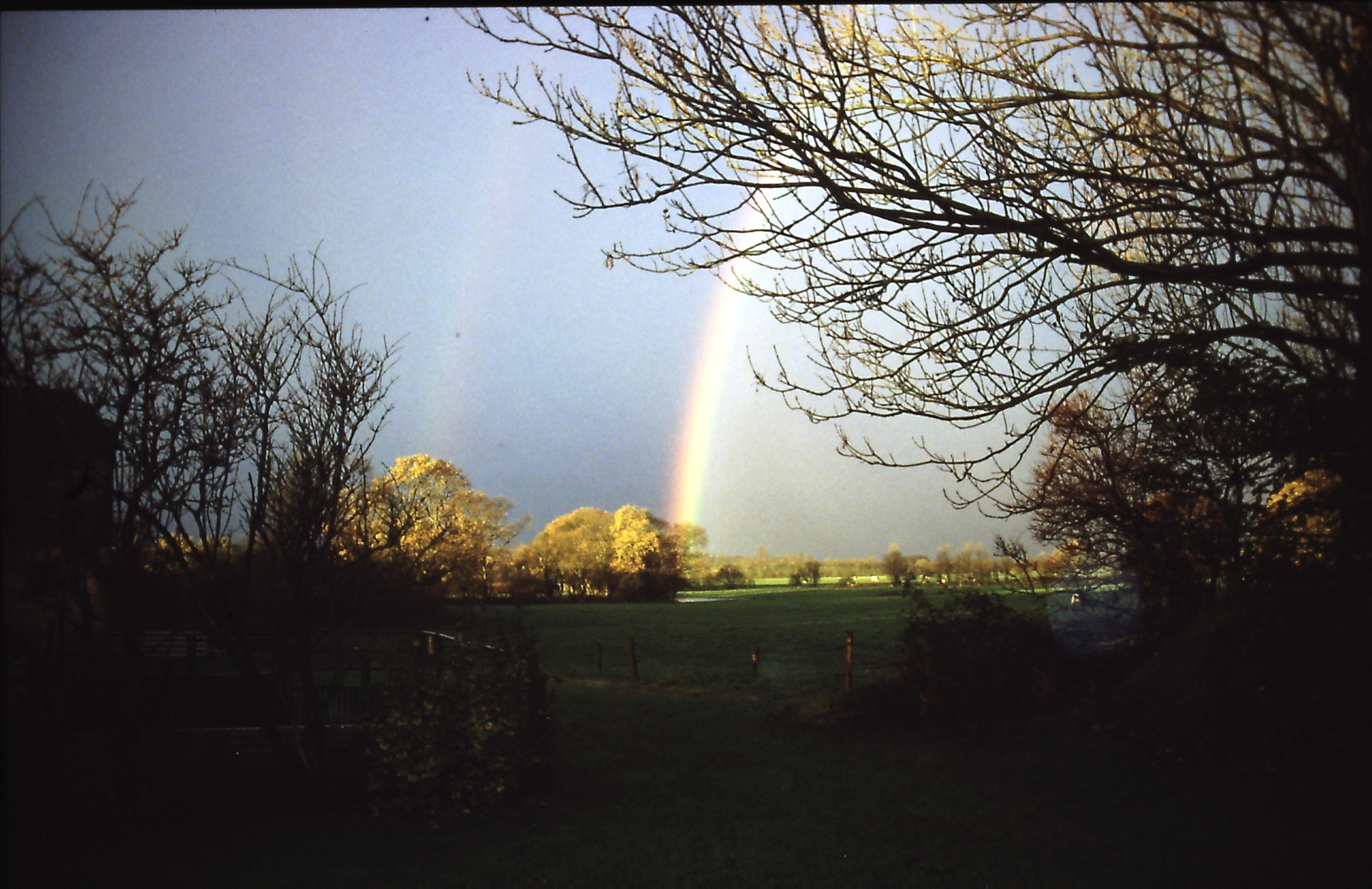
Das Tal der Rheider Au mit Regenbogen

Der Holhlerauweg und der Nissenweg sind Sackgassen im Tal der Rheider Au. Sie führen auf die weiten Grünflächen mit ihren Nassflächen. Am Ende der Wege bietet sich ein einmaliger Blick auf die Landschaft. Richtung Norden zeigt sich das Welt-Kulturerbe Danewerk. Richtung Westen erstreckt sich die zunehmend breitere ebene Landschaft mit Wiesen- und Strauchflächen. Im weiten Hintergrund erkennt man die Erhöhungen der Altmoränen. Zahlreiche Rehe nutzen diese Flächen. Wildgänse rasten hier in regelmäßiger Form. Nur an den Flanken des Tales waren Bebauungen möglich und somit ergab sich eine seltene lichtfreie Gegend, mit der Möglichkeit von Beobachtungen des Himmels.
Denkmal Friedrichsheide
Im Ortsteil „Brütje“ befindet sich seit 1992 ein Gedenkstein mit der Erwähnung: Friedrichsheide 1761–1936. Er ist umgeben von Feldsteinen und drei markanten Bäumen: Einer Eiche, einer Buche und einer Birke. Die Gedenkstätte liegt direkt am Grenzzaun des Flugplatzes. Der ehemalige Ortsteil von Klein Rheide musste im Jahr 1936 wegen der Erweiterung des Flugplatzes aufgegeben werden.
Aussichtspunkt Flugplatzweg
Geht man den Flugplatzweg bis zum Ende durch, so steht man auf einer erhöhten Flanke des Urstromtales. Von hier geht der Blick über die weiten Flächen des ebenen Flugplatzes. Kein Hindernis versperrt die Sicht Richtung Osten. Daher lässt sich der „Schliekiker“ und der St. Petri Dom erkennen. Während der Schleswiger Fernsehturm auf einer Anhöhe steht, ist der Dom weit versunken in der fast auf Meereshöhe befindlichen Altstadt. Und somit ist nur der obere Teil von hier sichtbar.
Aussichtspunkt Wallanlagen Friedrichsheide
Steht man an der östlichen Kurve des Sirskampweges, so ergibt sich hier der Blick auf das Flugplatzgelände. Man erkennt einige bewachsene Wallanlagen, die zu dem ehemaligen Ortsteil Friedrichsheide gehörten. Eine Rast- und Sitzmöglichkeit ist vor dem Zaun vorhanden.
Dorfeiche
So ziemlich in der Mitte des Dorfes steht die imposante Dorfeiche. Sie ist wahrscheinlich am 21. März 1898 gepflanzt worden. Diese Eiche steht als Denkmal, umgrenzt mit gemauerten Pfosten und Ketten, im Gedenken an die 50ste Wiederkehr der Schleswig-Holsteinischen Erhebung 1848.
Aubrücken

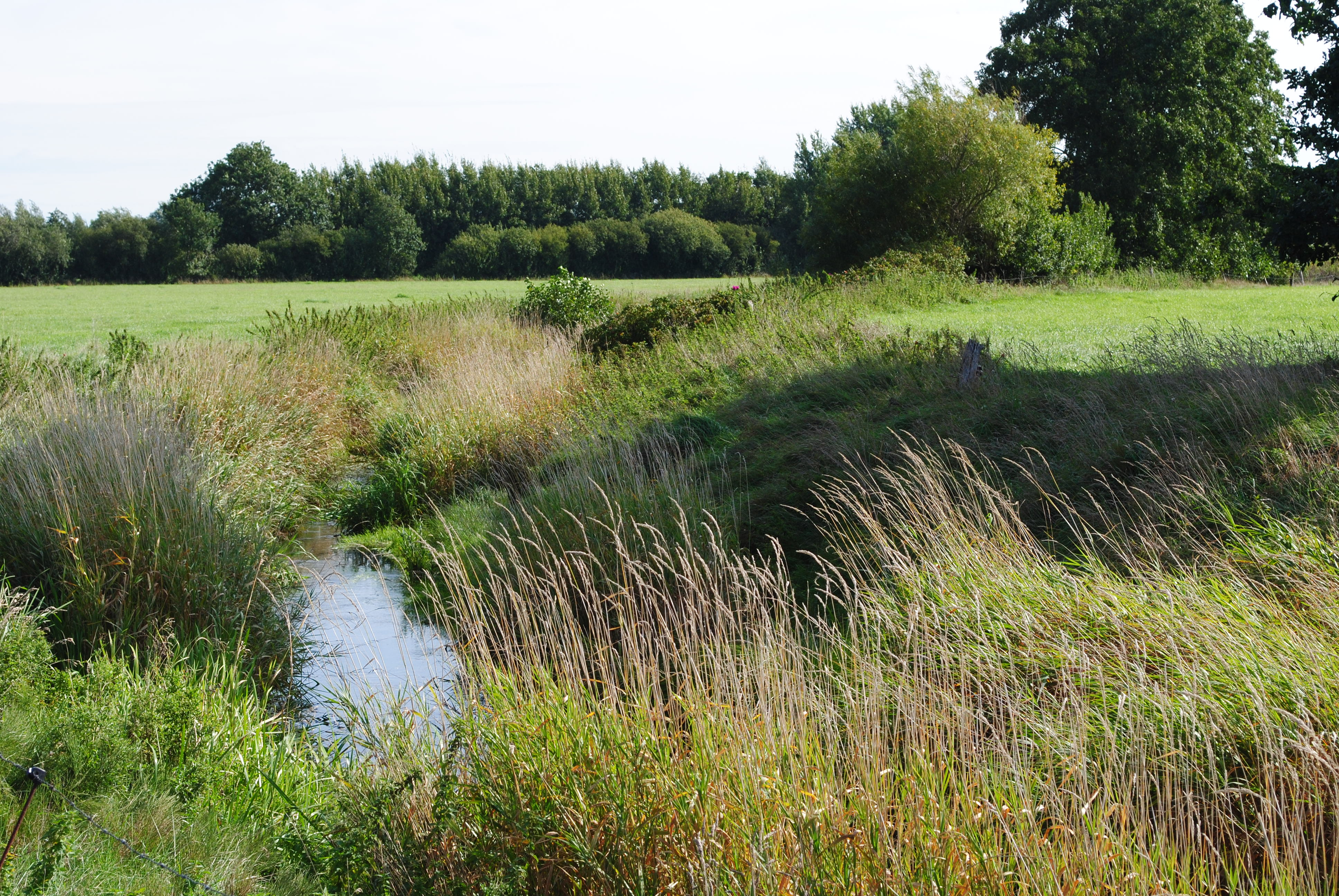
Die Rheider Au

Zwei Brücken über die Rheider Au ermöglichen einen öffentlichen Blick in die Au. Zum einen gibt es diesen Blick am unteren Ende der Straße „Im Gang“ und zum anderen an der östlichen Dorfausfahrt Richtung Schleswig.
Die alte Schule
An der Hauptstraße liegt das Gebäude der alten Schule, die zum Gemeindezentrum „Ole School“ umgebaut wurde. Auf dem Gelände befinden sich ein Abenteuer-Spielplatz, eine Schutzhütte und ein Sportplatz.
Kriegerdenkmal
Am Gemeindezentrum befindet sich ein Ehrenmal der Gefallenen des Ersten und Zweiten Weltkrieges.
Solarpark
Der Solarpark am Ende des 15ner Weges gehört zu den artenreichsten Solarparks Deutschland. Eine Schutzhütte mit Sitzgelegenheit und Informationstafeln lädt zum Verweilen ein.

## Persönlichkeiten
Im Jahre 1766 wurde der spätere Lehrer und Entdecker der Kuhpockenimpfung Peter Plett in Klein Rheide geboren.
In Klein Rheide wuchs der deutsche Schriftsteller und Künstler, Hein Hoop, auf. Geboren wurde er in Dänemark 1927 und zog mit seinen Eltern kurz danach nach Klein Rheide. Sein späterer Wohnort befand sich auf Eiderstedt, wo er im Jahre 1986 verstarb.